# Aniba ferruginea
Aniba ferruginea är en lagerväxtart som beskrevs av K. Kubitzki. Aniba ferruginea ingår i släktet Aniba och familjen lagerväxter. Inga underarter finns listade i Catalogue of Life.